# سيباستيان بوغنر
سيباستيان بوغنر Sebastian Bogner (ولد في 17 يناير 1991) لاعب شطرنج سويسري ألماني يحمل لقب أستاذ كبير.
- مثل ألمانيا إلى أن رحل إلى سويسرا في عام 2013.
- أصبح المصنف رقم 1 في سويسرا في أكتوبر 2017.
- حصل على لقب أستاذ دولي عام 2005.
- حصل على لقب أستاذ كبير عام 2009.
- شارك باسم ألمانيا في أولمبياد الشطرنج التاسع والثلاثون.
- شارك باسم سويسرا في أولمبياد الشطرنج الثاني والأربعون.

## روابط خارجية
- سيباستيان بوغنر على موقع الاتحاد الدولي للشطرنج (الإنجليزية)
- سيباستيان بوغنر على موقع مباريات الشطرنج (الإنجليزية)
- سيباستيان بوغنر على موقع 365Chess.com (الإنجليزية)
- سيباستيان بوغنر على موقع Chesstempo.com (الإنجليزية)
- سيباستيان بوغنر سجل أولمبياد الشطرنج على موقع OlimpBase.org (الإنجليزية)